# Gare de Bollwiller
Gare de Bollwiller – stacja kolejowa w Bollwiller, w departamencie Górny Ren, w regionie Grand Est, we Francji. Jest zarządzana przez SNCF (budynek dworca) i RFF (infrastruktura).
Została otwarta w 1841 przez Compagnie du chemin de fer de Strasbourg à Bâle. Obsługiwany jest przez pociągi TER Alsace.

## Położenie
Znajduje się na linii Strasburg – Bazylea, na km 90,992, między stacjami Raedersheim i Staffelfelden, na wysokości 250 m n.p.m.

## Linie kolejowe
- Strasburg – Bazylea
- Bollwiller – Lautenbach - nieczynna
- Colmar-Sud – Bollwiller - nieczynna